# 2-й боснійсько-герцеговинський піхотний полк (Австро-Угорщина)
2-й боснійсько-герцеговинський піхотний полк (нім. Bosnisch-herzegowinisches Infanterieregiment Nr. 2; босн. Drugi bosanskohercegovački pješadijski regiment) — полк Боснійсько-герцеговинської піхоти Збройних сил Австро-Угорщини.

## Історія
Полк був створений 1 січня 1894 р., внаслідок об'єднання самостійних боснійсько-герцеговинських батальйонів:
- 2-й батальйон боснійсько-герцеговинської піхоти (сформований в 1885 р.);
- 6-й батальйон боснійсько-герцеговинської піхоти (сформований в 1889 р.);
- 10-й батальйон боснійсько-герцеговинської піхоти (сформований в 1892 р.).

Округ поповнення: Баня-Лука.

## Бойовий шлях
Брав участь у Першій світовій війні. В 2-му батальйоні 42 солдати були нагороджені Золотими медалями «За хоробрість» — найвищою військовою нагородою для рядового солдата — і зробили свій підрозділ найбагатшим за кількістю нагород.
7 червня 1916 року полк брав участь у битві при Монте-Мелетті з італійською армією. Битва закінчилася перемогою австро-угорських військ. У бою загинули 208 військовослужбовців 2-го боснійсько-герцеговинського піхотного полку (з них 202 боснійці), а італійці втратили вбитими 2033 солдати та офіцери. У цьому полку були вояки, які зовсім не носили гвинтівок, а лише гранати, ножі чи булави.

## Склад
- 1-й батальйон
- 2-й батальйон
- 3-й батальйон
- 4-й батальйон

Національний склад (1914):
- 93% — хорвати, серби;
- 7% — інші національності.

## Командування
- 1900: полковник Лукас Сертич;
- 1903–1904: полковник Йоганн фон Лжустіна;
- 1905–1906: полковник Зигмунд Ріттер фон Беніньї в Мулденберзі;
- 1907–1909: полковник Стефан Коларевич;
- 1910–1911: полковник Карл фон Блажекович;
- 1912–1914: полковник  Ернст Кіндл.

## Підпорядкування
У 1914 році всі батальйони, крім 3-го, воювали на Східному фронті і входили до складу 11-ї піхотної бригади 6-ї піхотної дивізії, що входила до 3-го корпусу (2-ї армії). 3-й батальйон воював у Сербії в 10-й гірській бригаді 48-ї піхотної дивізії, яка входила до складу 15-го корпусу (6-та армія).

## Пам'ять
- На початку червня щорічно на військовому цвинтарі в австрійській комуні Лебрінг-Санкт-Маргаретен (біля Грацу) проводяться пам'ятні заходи на честь битви при Монте-Мелетті. На цвинтарі поховані боснійці, що загинули в тій битві. Заходи проводяться регулярно з 1917 року.